# Ernst Ferdinand Klein
Pour les articles homonymes, voir Klein.
Ernst Ferdinand Klein (1744 - 1810) est un jurisconsulte prussien.

## Biographie
Né à Breslau, il coopère à la rédaction du code prussien (1780), puis devient directeur général de l'Université de Halle, juge au tribunal suprême, enfin secrétaire d'État au département de la justice. 
Il a laissé : 
- Annales de la législation dans les États prussiens, en allemand, Berlin, 1788-1807, 24 volumes in-8° ;
- Principes du droit pénal allemand et prussien, 1799 ;
- Système du droit civil prussien, 1801.